# Seznam dílů seriálu Pronásledovaný
Toto je seznam dílů seriálu Pronásledovaný. Americký dramatický seriál Pronásledovaný byl premiérově vysílán v roce 2002 na stanici UPN, celkem vzniklo 11 dílů.

## Přehled řad
| Řada | Díly | Premiéra v USA | Premiéra v USA    | Premiéra v ČR  | Premiéra v ČR     |
| Řada | Díly | První díl      | Poslední díl      | První díl      | Poslední díl      |
| ---- | ---- | -------------- | ----------------- | -------------- | ----------------- |
| 1    | 11   | 24. září 2002  | 5. listopadu 2002 | 12. října 2008 | 21. prosince 2008 |

## Seznam dílů
| Č. v seriálu | Původní název     | Český název | Režie           | Scénář                                                          | Premiéra v USA    | Premiéra v ČR      |
| ------------ | ----------------- | ----------- | --------------- | --------------------------------------------------------------- | ----------------- | ------------------ |
| 1            | Pilot             |             | Michael Rymer   | Rick Ramage a Andrew Cosby                                      | 24. září 2002     | 12. října 2008     |
| 2            | Grievous Angels   |             | Jeffrey Reiner  | Erin Maher a Kay Reindl                                         | 1. října 2002     | 18. října 2008     |
| 3            | Fidelity          |             | Rick Wallace    | Rob Wright                                                      | 8. října 2002     | 26. října 2008     |
| 4            | Abby              |             | Martha Mitchell | Moira Kirland Dekker                                            | 15. října 2002    | 2. listopadu 2008  |
| 5            | Blind Witness     |             | Peter Markle    | Rob Wright                                                      | 22. října 2002    | 9. listopadu 2008  |
| 6            | Nocturne          |             | Vern Gillum     | Andrew Cosby                                                    | 29. října 2002    | 16. listopadu 2008 |
| 7            | A Three-Hour Tour |             | Rick Wallace    | námět: Emile Levisetti scénář: Rick Ramage                      | 5. listopadu 2002 | 23. listopadu 2008 |
| 8            | Nexus             |             | Michael Rymer   | námět: Andrew Cosby a Rick Ramage scénář: Rick Ramage           | nebylo vysíláno   | 30. listopadu 2008 |
| 9            | Simon Redux       |             | Bill Norton     | Rick Ramage                                                     | nebylo vysíláno   | 7. prosince 2008   |
| 10           | Last Call         |             | Bradford May    | námět: Andrew Cosby scénář: Andrew Cosby a Moira Kirland Dekker | nebylo vysíláno   | 14. prosince 2008  |
| 11           | Seeking Asylum    |             | Jerry Levine    | Stacia Raymond                                                  | nebylo vysíláno   | 21. prosince 2008  |